# Live from Amsterdam
Live from Amsterdam – pierwszy oficjalny album koncertowy amerykańskiej formacji Alter Bridge. Został wydany 12 września 2009 roku w wersji podstawowej. Premiera wersji deluxe DVD była wielokrotnie przekładana; ostatecznie zadecydowano iż ukaże się 11 stycznia 2011. DVD zostało nagrane podczas trasy koncertowej zespołu promującej album "Blackbird" w grudniu 2008 roku w Amsterdamie. Wydawnictwo jest promowane dwoma klipami: "Watch Over You" w wersji akustycznej i "White Knuckles".

## Lista utworów
1. „Come to Life”
2. „Find the Real”
3. „Before Tomorrow Comes”
4. „Brand New Start”
5. „White Knuckles”
6. „Buried Alive”
7. „Coming Home”
8. „One Day Remains”
9. „Watch Over You” (wersja akustyczna)
10. „Ties That Bind”
11. „Blackbird”
12. „In Loving Memory”
13. „Metalingus”
14. „Open Your Eyes”
15. „Broken Wings”
16. „New Way to Live”
17. „Traveling Riverside Blues” (Robert Johnson cover)
18. „Rise Today”

## Twórcy
- Myles Kennedy – wokal prowadzący, gitara rytmiczna, gitara akustyczna w utworach 9 i 17, gitara prowadząca w utworze 18
- Mark Tremonti – gitara prowadząca, wokal wspierający, gitara rytmiczna w utworze 18
- Brian Marshall – gitara basowa
- Scott Phillips – perkusja
- Ian Keith – gitara rytmiczna w utworze 8